# Lee Myung-joo
Lee Myung-joo (en hangul: 이명주; en hanja: 李明柱; Daegu, Corea del Sur, 24 de abril de 1990) es un futbolista surcoreano. Juega como centrocampista en el Incheon United F. C. de la K League 1 de Corea del Sur.

## Selección nacional
Ha sido internacional con la selección de fútbol de Corea del Sur en 17 ocasiones y ha convertido un gol.

### Participaciones en Copas Asiáticas
| Copa               | Sede      | Resultado  | Partidos | Goles |
| ------------------ | --------- | ---------- | -------- | ----- |
| Copa Asiática 2015 | Australia | Subcampeón | 1        | 0     |

## Clubes
| Club                     | País                   | Año       |
| ------------------------ | ---------------------- | --------- |
| Pohang Steelers          | Corea del Sur          | 2012-2014 |
| Al Ain F. C.             | Emiratos Árabes Unidos | 2014-2017 |
| F. C. Seoul              | Corea del Sur          | 2017-2019 |
| Ansan Mugunghwa (cedido) | Corea del Sur          | 2018-2019 |
| Al-Wahda                 | Emiratos Árabes Unidos | 2020-2022 |
| Incheon United F. C.     | Corea del Sur          | 2022-     |

## Palmarés

### Campeonatos nacionales
| Título                                  | Club            | País                   | Año  |
| --------------------------------------- | --------------- | ---------------------- | ---- |
| Korean FA Cup                           | Pohang Steelers | Corea del Sur          | 2012 |
| Korean FA Cup                           | Pohang Steelers | Corea del Sur          | 2013 |
| K League Classic                        | Pohang Steelers | Corea del Sur          | 2013 |
| Liga Árabe del Golfo                    | Al Ain F. C.    | Emiratos Árabes Unidos | 2015 |
| Supercopa de los Emiratos Árabes Unidos | Al Ain F. C.    | Emiratos Árabes Unidos | 2015 |
| K League 2                              | Ansan Mugunghwa | Corea del Sur          | 2018 |

### Copas internacionales
| Título                                | Selección     | Sede  | Año  |
| ------------------------------------- | ------------- | ----- | ---- |
| Campeonato de Fútbol del Este de Asia | Corea del Sur | Japón | 2017 |

### Distinciones individuales
| Distinción                                  | Año  |
| ------------------------------------------- | ---- |
| Mejor jugador joven de la K League          | 2012 |
| Parte del once ideal de la K League Classic | 2013 |
| Parte del once ideal de la K League 2       | 2018 |